# Wattein
Wattein je naselje v Občini Mölbling v Okraju Šentvid ob Glini na Koroškem v Avstriji.